# Slatiné
Slatiné o Slatinó (en ucraïnès Слатине, en rus Слатино) és una vila de la província de Khàrkiv, Ucraïna. El 2021 tenia 6.076 habitants.